# Axel Batista
Axel Batista (Buenos Aires, Argentina; 9 de mayo de 2002) es un futbolista argentino nacido en Berazategui. Juega de delantero y su equipo actual es Arsenal, de la Primera Nacional, a préstamo de Quilmes.

## Carrera

### River Plate
Luego de realizar todas las divisiones inferiores en Quilmes, River Plate consiguió un préstamo por el jugador en 2020, con una opción de compra a poder abonarse en diciembre del mismo año, o en junio de 2021. Debido a la pandemia de COVID-19, estos plazos se extendieron hasta diciembre de 2021. Jugó en la cuarta de River Plate, y algunos minutos en reserva. Finalmente, el Millonario no hizo uso de la opción de compra, valuado en un máximo de 600 mil dólares.

### Quilmes
Regresó a Quilmes para sumarse al plantel profesional en 2022. Debutó como profesional el 28 de marzo en el empate 2-2 ante Tristán Suárez. Ingresó a los 36 minutos del primer tiempo por el lesionado Iván Colman.

## Estadísticas

### Clubes
- Actualizado hasta el 17 de agosto de 2025.

| Quilmes Argentina | 2.ª                 | 2022                | 19 | 0 | 4 | 1 | - | - | 23 | 1 | 0.04 |
| Quilmes Argentina | 2.ª                 | 2023                | 28 | 0 | - | - | - | - | 28 | 0 | 0    |
| Quilmes Argentina | 2.ª                 | 2024                | 27 | 2 | 1 | 0 | - | - | 28 | 2 | 0.07 |
| Quilmes Argentina | Total club          | Total club          | 74 | 2 | 5 | 1 | - | - | 79 | 3 | 0.04 |
| Mitre (SdE) Argentina | 2.ª                 | 2025                | 4  | 0 | - | - | - | - | 4  | 0 | 0    |
| Mitre (SdE) Argentina | Total club          | Total club          | 4  | 0 | - | - | - | - | 4  | 0 | 0    |
| Arsenal Argentina | 2.ª                 | 2025                | 8  | 3 | - | - | - | - | 8  | 3 | 0.38 |
| Arsenal Argentina | Total club          | Total club          | 8  | 3 | - | - | - | - | 8  | 3 | 0.38 |
| Total en su carrera | Total en su carrera | Total en su carrera | 86 | 5 | 5 | 1 | - | - | 91 | 6 | 0.07 |
| (1) Las copas nacionales se refiere a la Copa Argentina. (2) Las copas internacionales se refiere a la Copa Libertadores y a la Copa Sudamericana. (3) Media de goles por encuentro. No incluye goles en partidos amistosos. |                     |                     |    |   |   |   |   |   |    |   |      |